# Salon (Dordogne)
Salon (okzitanisch Sala) ist ein südwestfranzösischer Ort und eine aus dem Hauptort sowie mehreren Weilern (hameaux) und Einzelgehöften (fermes) bestehende Gemeinde (commune) mit 275 Einwohnern (Stand: 1. Januar 2022) im Nordwesten des Départements Dordogne in der Region Nouvelle-Aquitaine (vor 2016: Aquitanien). Die Bewohner werden Salonais und Salonaises genannt.

## Lage und Klima
Der Ort Salon liegt am Flüsschen Vern in der Kulturlandschaft des Périgord etwa 25 km (Fahrtstrecke) südlich von Périgueux bzw. gut 37 km nordöstlich von Bergerac in einer Höhe von ca. 145 m. Das Klima ist gemäßigt; Regen (ca. 864 mm/Jahr) fällt übers Jahr verteilt.

## Bevölkerungsentwicklung
| Jahr      | 1800 | 1851 | 1901 | 1954 | 1999 | 2015 | 2020 |
| Einwohner | 578  | 713  | 474  | 264  | 234  | 275  | 286  |

Der kontinuierliche Bevölkerungsrückgang im ausgehenden 19. und im 20. Jahrhundert ist im Wesentlichen auf die Reblauskrise im Weinbau und die Mechanisierung der Landwirtschaft zurückzuführen; hinzu kommt die immer noch anhaltende Aufgabe von bäuerlichen Kleinbetrieben.

## Wirtschaft
Die Gemeinde ist immer noch in hohem Maße land- und forstwirtschaftlich (Kastanien) geprägt; der in früheren Zeiten durchaus bedeutsame Weinbau spielt jedoch nur noch eine untergeordnete Rolle. Im Ort selber haben sich Kleinhändler, Handwerker und Dienstleister niedergelassen.   Seit den 1960er Jahren werden einige der leerstehenden Häuser als Ferienwohnungen (gîtes) vermietet.

## Geschichte
Die örtliche Pfarrkirche stammt aus dem 12. Jahrhundert; die Ortsbezeichnung El Sala findet sich erstmals in einem Dokument des 13. Jahrhunderts.

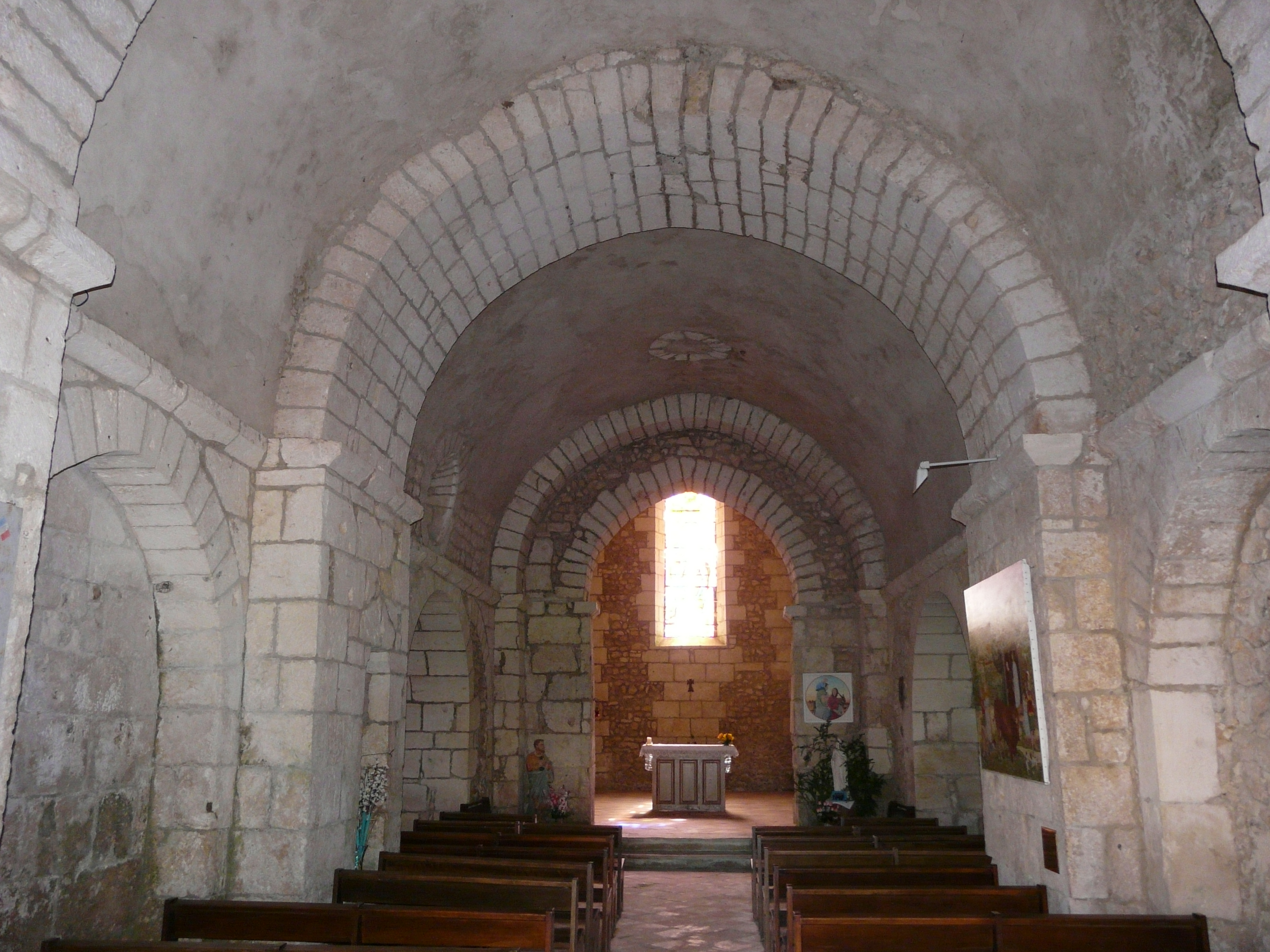
Kirchenschiff

## Sehenswürdigkeiten
Salon
- Die mit Ausnahme der Ecksteine und der Gurtbögen überwiegend aus Bruchsteinen erbaute Église Saint-Saturnin ist dem hl. Saturninus von Toulouse geweiht. Nach einem wahrscheinlich durch die Hugenottenkriege (1562–1598) verursachten Brand wurde die annähernd quadratische Apsis in deutlich größeren und höheren Dimensionen neu gebaut. Das tonnengewölbte Kirchenschiff mit seinen seitlichen Blendarkaden entspricht dagegen noch weitgehend dem romanischen Urzustand.

Château Missier
- Die ebenfalls aus Bruchsteinen errichtete Chapelle Sainte-Quitterie ist der hl. Quiteria geweiht; sie liegt im Norden der Gemeinde und stammt aus dem 16. Jahrhundert.